# Дебесай, Ферекалси
Ферекалси Дебесай (англ. Fregalsi Debesay, род. 10 июня 1986, Tsazega) — эритрейский шоссейный велогонщик.

## Карьера
В 2007 году принял участие на Всеафриканских играх 2007 проходивших в городе Алжир (Алжир).
В 2010 году стал чемпионом Африки в командной гонке и отметился двумя победами на Туре Руанды. В период до конца 2012 года стартовал на таких гонках как Тур Марокко, Тур Египта, Тур Руанды, Тур Эритреи, Тур Ливии, Тур Алжира.
В 2011 году снова стал чемпионом Африки в командной гонке. На чемпионате Эритреи стал победителем в групповой гонке и вторым в индивидуальной гонке. Вторым на Туре Квита Изины. Выступил на чемпионате мира. Эти успехи позволили ему подписать контракт южноафриканской командой MTN-Qhubeka, за которую выступал с 2012 по 2014 год
В составе MTN-Qhubeka в 2012 году занял 2-е место на Туре Эритреи и 6-е место на Тропикале Амисса Бонго. Также в этом же году на чемпионате Африки в третий раз стал чемпионом в командной гонке и занял третье место в групповой гонке. В 2013 году во время гонки Омлоп Хет Ниувсблад вызвал беспокойство команды и организаторов когда о нём не было известно в течение нескольких часов, так как его не подобрала даже машина-метла. Он пересёк финишную черту почти в темноте и полном изнеможении. В 2014 году одержал сольную победу на 4-м этапе Тропикале Амисса Бонго.
Также в составе MTN-Qhubeka принял участие в таких гонках как Омлоп ван хет Хаутланд, Гойксе Пейл, Волта Порутгалии, Ле-Самен, Лондон — Суррей Классик, Тур Британии, Джиро дель Трентино, Тур Турции, Тур Норвегии, Милан — Турин, Четыре дня Дюнкерка, Джиро дель Эмилия, Гран-при Бруно Бегелли, Гран-при кантона Аргау, Схелдепрейс, Три дня Де-Панне — Коксейде, многие из которых имели категорию .HC.

## Семья
Имеет трёх братьев — Киндиших, Мексеб, Якоб и сестру — Моссана. Все они также являются велогонщиками.

## Достижения
2007
 Всеафриканские игры — индивидуальная гонка
2008
3-й на Тур Эритреи
2009
Пролог и 4-й этап на Тур Египта
2010
 Чемпион Африки — командная гонка (вместе с Мерон Руссом, Тесфаи Теклит и Даниэль Теклехайманот)
5-й и 9-й этапы на Тур Руанды
7-й на Чемпионат Африки — индивидуальная гонка
2011
 Чемпион Африки — командная гонка (вместе с Натнаэль Беране, Яни Тевелде и Даниэль Теклехайманот)
 Чемпион Эритреи — групповая гонка
2-й на Чемпионат Эритреи — индивидуальная гонка
2-й на Тур Квита Изины
6-й на Чемпионат Африки — индивидуальная гонка
2012
 Чемпион Африки — командная гонка (вместе с Натнаэль Беране, Даниэль Теклехайманот и Яни Тевелде)
2-й на Тур Эритреи
 Чемпионат Африки — групповая гонка
2014
4-й этап на Тропикале Амисса Бонго

## Рейтинги
| Год                 | 2009 | 2010 | 2011 | 2012 | 2013 | 2014 |
| ------------------- | ---- | ---- | ---- | ---- | ---- | ---- |
| Африканский тур UCI | 53-й | 38-й | 7-й  | 14-й | 32-й | 98-й |
|                     |      |      |      |      |      |      |
| Источник: UCI       |      |      |      |      |      |      |